# Lista siturilor arheologice din județul Sălaj
Lista siturilor arheologice din județul Sălaj conține toate siturile arheologice din județul Sălaj înscrise în Repertoriul Arheologic Național (RAN). RAN este administrat de Ministerul Culturii și Patrimoniului Național și cuprinde date științifice, cartografice, topografice, imagini și planuri, precum și orice alte informații privitoare la zonele cu potențial arheologic, studiate sau nu, încă existente sau dispărute.
Datorită numărului mare de situri, această listă a fost împărțită după localitatea în care se află situl. Dacă știți localitatea (satul sau orașul) în care se află situl, alegeți localitatea din lista din această pagină. Dacă nu știți localitatea, puteți căuta un sit din județ folosind formularul de mai jos.
| A ↑ A B C D E F G H I Î J K L M N O P Q R S Ș T Ț U V W X Y Z ↓ | A ↑ A B C D E F G H I Î J K L M N O P Q R S Ș T Ț U V W X Y Z ↓ | A ↑ A B C D E F G H I Î J K L M N O P Q R S Ș T Ț U V W X Y Z ↓ | A ↑ A B C D E F G H I Î J K L M N O P Q R S Ș T Ț U V W X Y Z ↓ | A ↑ A B C D E F G H I Î J K L M N O P Q R S Ș T Ț U V W X Y Z ↓ | A ↑ A B C D E F G H I Î J K L M N O P Q R S Ș T Ț U V W X Y Z ↓ | A ↑ A B C D E F G H I Î J K L M N O P Q R S Ș T Ț U V W X Y Z ↓ | A ↑ A B C D E F G H I Î J K L M N O P Q R S Ș T Ț U V W X Y Z ↓ | A ↑ A B C D E F G H I Î J K L M N O P Q R S Ș T Ț U V W X Y Z ↓ | A ↑ A B C D E F G H I Î J K L M N O P Q R S Ș T Ț U V W X Y Z ↓ |
| --------------------------------------------------------------- | --------------------------------------------------------------- | --------------------------------------------------------------- | --------------------------------------------------------------- | --------------------------------------------------------------- | --------------------------------------------------------------- | --------------------------------------------------------------- | --------------------------------------------------------------- | --------------------------------------------------------------- | --------------------------------------------------------------- |
| Aghireș                                                         | Agrij                                                           | Aleuș                                                           | Almașu                                                          | Aluniș                                                          |                                                                 |                                                                 |                                                                 |                                                                 |                                                                 |
| B ↑ A B C D E F G H I Î J K L M N O P Q R S Ș T Ț U V W X Y Z ↓ |                                                                 |                                                                 |                                                                 |                                                                 |                                                                 |                                                                 |                                                                 |                                                                 |                                                                 |
| Badon                                                           | Ban                                                             | Băbeni                                                          | Bădăcin                                                         | Bălan                                                           |                                                                 |                                                                 |                                                                 |                                                                 |                                                                 |
| Bănișor                                                         | Bârsău Mare                                                     | Bezded                                                          | Bic                                                             | Bilghez                                                         |                                                                 |                                                                 |                                                                 |                                                                 |                                                                 |
| Biușa                                                           | Bobota                                                          | Bocșa                                                           | Bodia                                                           | Bogdana                                                         |                                                                 |                                                                 |                                                                 |                                                                 |                                                                 |
| Boghis                                                          | Borla                                                           | Bozieș                                                          | Bozna                                                           | Brebi                                                           |                                                                 |                                                                 |                                                                 |                                                                 |                                                                 |
| Brusturi                                                        | Buciumi                                                         | Bulgari                                                         | Buzaș                                                           |                                                                 |                                                                 |                                                                 |                                                                 |                                                                 |                                                                 |
| C ↑ A B C D E F G H I Î J K L M N O P Q R S Ș T Ț U V W X Y Z ↓ |                                                                 |                                                                 |                                                                 |                                                                 |                                                                 |                                                                 |                                                                 |                                                                 |                                                                 |
| Camăr                                                           | Carastelec                                                      | Călacea                                                         | Căpâlna                                                         | Câmpia                                                          |                                                                 |                                                                 |                                                                 |                                                                 |                                                                 |
| Ceaca                                                           | Cehei                                                           | Cehu Silvaniei                                                  | Cerișa                                                          | Chechiș                                                         |                                                                 |                                                                 |                                                                 |                                                                 |                                                                 |
| Chendrea                                                        | Cheud                                                           | Chilioara                                                       | Ciglean                                                         | Ciocmani                                                        |                                                                 |                                                                 |                                                                 |                                                                 |                                                                 |
| Ciumărna                                                        | Cizer                                                           | Cliț                                                            | Cormeniș                                                        | Cosniciu de Jos                                                 |                                                                 |                                                                 |                                                                 |                                                                 |                                                                 |
| Cosniciu de Sus                                                 | Coșeiu                                                          | Cozla                                                           | Crasna                                                          | Creaca                                                          |                                                                 |                                                                 |                                                                 |                                                                 |                                                                 |
| Crișeni                                                         | Criștelec                                                       | Cuceu                                                           | Cuciulat                                                        | Cuzăplac                                                        |                                                                 |                                                                 |                                                                 |                                                                 |                                                                 |
| D ↑ A B C D E F G H I Î J K L M N O P Q R S Ș T Ț U V W X Y Z ↓ |                                                                 |                                                                 |                                                                 |                                                                 |                                                                 |                                                                 |                                                                 |                                                                 |                                                                 |
| Deleni                                                          | Derșida                                                         | Doba                                                            | Dobrocina                                                       | Doh                                                             |                                                                 |                                                                 |                                                                 |                                                                 |                                                                 |
| Domnin                                                          | Dragu                                                           | Drighiu                                                         |                                                                 |                                                                 |                                                                 |                                                                 |                                                                 |                                                                 |                                                                 |
| F ↑ A B C D E F G H I Î J K L M N O P Q R S Ș T Ț U V W X Y Z ↓ |                                                                 |                                                                 |                                                                 |                                                                 |                                                                 |                                                                 |                                                                 |                                                                 |                                                                 |
| Făgetu                                                          | Fălcușa                                                         | Fântânele                                                       | Fetindia                                                        | Fildu de Jos                                                    |                                                                 |                                                                 |                                                                 |                                                                 |                                                                 |
| Firminiș                                                        | Fodora                                                          |                                                                 |                                                                 |                                                                 |                                                                 |                                                                 |                                                                 |                                                                 |                                                                 |
| G ↑ A B C D E F G H I Î J K L M N O P Q R S Ș T Ț U V W X Y Z ↓ |                                                                 |                                                                 |                                                                 |                                                                 |                                                                 |                                                                 |                                                                 |                                                                 |                                                                 |
| Gălășeni                                                        | Gâlgău                                                          | Gârbou                                                          | Gârceiu                                                         | Giurtelecu Șimleului                                            |                                                                 |                                                                 |                                                                 |                                                                 |                                                                 |
| Gostila                                                         | Guruslău                                                        |                                                                 |                                                                 |                                                                 |                                                                 |                                                                 |                                                                 |                                                                 |                                                                 |
| H ↑ A B C D E F G H I Î J K L M N O P Q R S Ș T Ț U V W X Y Z ↓ |                                                                 |                                                                 |                                                                 |                                                                 |                                                                 |                                                                 |                                                                 |                                                                 |                                                                 |
| Halmășd                                                         | Hereclean                                                       | Huseni                                                          | Huta                                                            |                                                                 |                                                                 |                                                                 |                                                                 |                                                                 |                                                                 |
| I ↑ A B C D E F G H I Î J K L M N O P Q R S Ș T Ț U V W X Y Z ↓ |                                                                 |                                                                 |                                                                 |                                                                 |                                                                 |                                                                 |                                                                 |                                                                 |                                                                 |
| Ileanda                                                         | Ilișua                                                          | Ip                                                              |                                                                 |                                                                 |                                                                 |                                                                 |                                                                 |                                                                 |                                                                 |
| J ↑ A B C D E F G H I Î J K L M N O P Q R S Ș T Ț U V W X Y Z ↓ |                                                                 |                                                                 |                                                                 |                                                                 |                                                                 |                                                                 |                                                                 |                                                                 |                                                                 |
| Jac                                                             | Jebucu                                                          | Jibou                                                           |                                                                 |                                                                 |                                                                 |                                                                 |                                                                 |                                                                 |                                                                 |
| L ↑ A B C D E F G H I Î J K L M N O P Q R S Ș T Ț U V W X Y Z ↓ |                                                                 |                                                                 |                                                                 |                                                                 |                                                                 |                                                                 |                                                                 |                                                                 |                                                                 |
| Lemniu                                                          | Leșmir                                                          | Letca                                                           | Lompirt                                                         | Lozna                                                           |                                                                 |                                                                 |                                                                 |                                                                 |                                                                 |
| Lupoaia                                                         |                                                                 |                                                                 |                                                                 |                                                                 |                                                                 |                                                                 |                                                                 |                                                                 |                                                                 |
| M ↑ A B C D E F G H I Î J K L M N O P Q R S Ș T Ț U V W X Y Z ↓ |                                                                 |                                                                 |                                                                 |                                                                 |                                                                 |                                                                 |                                                                 |                                                                 |                                                                 |
| Marca                                                           | Marin                                                           | Măeriște                                                        | Meseșenii de Jos                                                | Meseșenii de Sus                                                |                                                                 |                                                                 |                                                                 |                                                                 |                                                                 |
| Mineu                                                           | Mirșid                                                          | Moigrad-Porolissum                                              | Muncel                                                          |                                                                 |                                                                 |                                                                 |                                                                 |                                                                 |                                                                 |
| N ↑ A B C D E F G H I Î J K L M N O P Q R S Ș T Ț U V W X Y Z ↓ |                                                                 |                                                                 |                                                                 |                                                                 |                                                                 |                                                                 |                                                                 |                                                                 |                                                                 |
| Nadiș                                                           | Naimon                                                          | Năpradea                                                        | Negreni                                                         | Nușfalău                                                        |                                                                 |                                                                 |                                                                 |                                                                 |                                                                 |
| P ↑ A B C D E F G H I Î J K L M N O P Q R S Ș T Ț U V W X Y Z ↓ |                                                                 |                                                                 |                                                                 |                                                                 |                                                                 |                                                                 |                                                                 |                                                                 |                                                                 |
| Panic                                                           | Păușa                                                           | Peceiu                                                          | Pericei                                                         | Perii Vadului                                                   |                                                                 |                                                                 |                                                                 |                                                                 |                                                                 |
| Plopiș                                                          | Podișu                                                          | Poiana Blenchii                                                 | Poiana Onții                                                    | Popeni                                                          |                                                                 |                                                                 |                                                                 |                                                                 |                                                                 |
| Porț                                                            | Preluci                                                         | Preoteasa                                                       |                                                                 |                                                                 |                                                                 |                                                                 |                                                                 |                                                                 |                                                                 |
| R ↑ A B C D E F G H I Î J K L M N O P Q R S Ș T Ț U V W X Y Z ↓ |                                                                 |                                                                 |                                                                 |                                                                 |                                                                 |                                                                 |                                                                 |                                                                 |                                                                 |
| Ratin                                                           | Răstolț                                                         | Răstolțu Deșert                                                 | Recea                                                           | Rogna                                                           |                                                                 |                                                                 |                                                                 |                                                                 |                                                                 |
| Românași                                                        | Romita                                                          | Rona                                                            | Rus                                                             |                                                                 |                                                                 |                                                                 |                                                                 |                                                                 |                                                                 |
| S ↑ A B C D E F G H I Î J K L M N O P Q R S Ș T Ț U V W X Y Z ↓ |                                                                 |                                                                 |                                                                 |                                                                 |                                                                 |                                                                 |                                                                 |                                                                 |                                                                 |
| Sâg                                                             | Sâncraiu Almașului                                              | Sâncraiu Silvaniei                                              | Sângeorgiu de Meseș                                             | Sânmihaiu Almașului                                             |                                                                 |                                                                 |                                                                 |                                                                 |                                                                 |
| Sânpetru Almașului                                              | Sighetu Silvaniei                                               | Solomon                                                         | Stana                                                           | Stâna                                                           |                                                                 |                                                                 |                                                                 |                                                                 |                                                                 |
| Stârciu                                                         | Stupini                                                         | Sub Cetate                                                      | Surduc                                                          | Sutoru                                                          |                                                                 |                                                                 |                                                                 |                                                                 |                                                                 |
| Ș ↑ A B C D E F G H I Î J K L M N O P Q R S Ș T Ț U V W X Y Z ↓ |                                                                 |                                                                 |                                                                 |                                                                 |                                                                 |                                                                 |                                                                 |                                                                 |                                                                 |
| Șamșud                                                          | Șimleu Silvaniei                                                | Șoimuș                                                          | Șumal                                                           |                                                                 |                                                                 |                                                                 |                                                                 |                                                                 |                                                                 |
| T ↑ A B C D E F G H I Î J K L M N O P Q R S Ș T Ț U V W X Y Z ↓ |                                                                 |                                                                 |                                                                 |                                                                 |                                                                 |                                                                 |                                                                 |                                                                 |                                                                 |
| Tihău                                                           | Trestia                                                         | Treznea                                                         | Tusa                                                            |                                                                 |                                                                 |                                                                 |                                                                 |                                                                 |                                                                 |
| U ↑ A B C D E F G H I Î J K L M N O P Q R S Ș T Ț U V W X Y Z ↓ |                                                                 |                                                                 |                                                                 |                                                                 |                                                                 |                                                                 |                                                                 |                                                                 |                                                                 |
| Ugruțiu                                                         | Uileacu Șimleului                                               | Ulciug                                                          |                                                                 |                                                                 |                                                                 |                                                                 |                                                                 |                                                                 |                                                                 |
| V ↑ A B C D E F G H I Î J K L M N O P Q R S Ș T Ț U V W X Y Z ↓ |                                                                 |                                                                 |                                                                 |                                                                 |                                                                 |                                                                 |                                                                 |                                                                 |                                                                 |
| Valcău de Sus                                                   | Valea Leșului                                                   | Valea Lungă                                                     | Valea Pomilor                                                   | Var                                                             |                                                                 |                                                                 |                                                                 |                                                                 |                                                                 |
| Vădurele                                                        | Vălișoara                                                       | Vârșolț                                                         | Voivodeni                                                       |                                                                 |                                                                 |                                                                 |                                                                 |                                                                 |                                                                 |
| Z ↑ A B C D E F G H I Î J K L M N O P Q R S Ș T Ț U V W X Y Z ↓ |                                                                 |                                                                 |                                                                 |                                                                 |                                                                 |                                                                 |                                                                 |                                                                 |                                                                 |
| Zalău                                                           | Zalha                                                           | Zalnoc                                                          | Zăuan                                                           |                                                                 |                                                                 |                                                                 |                                                                 |                                                                 |                                                                 |